# 看门人丑闻
看门人丑闻（日语：ゲートキーパーもんだい）是指索尼公司内部授意在多个网站对本公司产品赞不绝口，而对其他公司产品加以贬毁并被发现的丑闻。

## 概览
索尼被发现在包括2ch在内的博客和互联网公告板发布攻击性的评论，抹黑任天堂等竞争对手以及他们的广告产品，宣传VAIO等自营产品。此后，许多博主在自己的网站进行了站内搜索，发现了数量可观得绝非巧合的公关、隐形营销文章，其内容高度相似，角度单一，且都写于2000年左右。
索尼官方对指控不予置评。
“看门人”（Gatekeeper）得名于索尼总部域名gatekeeper??.Sony.CO.JP，并从2ch传播开来有因特网公告栏，有时亦缩写为“GK”。
有关索尼其他不当营销的例子，参见条目索尼#爭議問題 。